# Démocratie française
Pour les articles homonymes, voir Union pour la démocratie française.
Démocratie française est le titre d'un ouvrage politique de Valéry Giscard d'Estaing, paru aux éditions Fayard en 1976.

## Paternité
Publié alors que Valéry Giscard d'Estaing est président de la République, l'essai est en fait essentiellement écrit par Yves Cannac, secrétaire général adjoint de l'Élysée et « plume » pour la communication,,. L'ouvrage fut également supervisé par le conseiller Jean Sérisé et d'autres collaborateurs.

## Contenu
Cet ouvrage, dans lequel Valéry Giscard d'Estaing, alors président de la République française, exposait son ambition pour la France, constitue en quelque sorte un manifeste pour la création du nouveau parti politique qu'il envisage de créer autour de ses idées. Au fil des chapitres, Giscard d'Estaing plaide pour une démocratie moderne qui s'appuie sur la croissance économique et le libéralisme, et dont la politique étrangère doit privilégier la construction européenne. Pour renforcer la thématique révolutionnaire et ambitieuse, l'ouvrage est dédié à Marianne et Gavroche, le président voulait initialement le dédier à Léon Trotski mais Jean Sérisé, son conseiller, le fit renoncer à cette idée.

## Accueil
C'est la première fois dans l'histoire de la Ve République qu'un président en exercice publie un livre. L'ouvrage a bénéficié d'un succès honorable, atteignant plus de 400 000 à 800 000 exemplaires en quelques semaines.

## Suites
Valéry Giscard d'Estaing réussira à créer son parti en février 1978 et lui donnera le nom d'Union pour la démocratie française (UDF), en référence au titre de son ouvrage. Ce parti est une fédération des plusieurs partis du centre : le Parti républicain, le Centre des démocrates sociaux, le Parti radical, le Mouvement démocrate socialiste de France, la Fédération nationale des clubs Perspectives et Réalités et les Adhérents directs de l'UDF.